# Sains-lès-Fressin
Sains-lès-Fressin är en kommun i departementet Pas-de-Calais i regionen Hauts-de-France i norra Frankrike. Kommunen ligger i kantonen Fruges som tillhör arrondissementet Montreuil. År 2022 hade Sains-lès-Fressin 152 invånare.

## Befolkningsutveckling
Antalet invånare i kommunen Sains-lès-Fressin
| Referens: INSEE |